# Margrit Baur
Margrit Baur (* 9. Oktober 1937 in Adliswil bei Zürich; † 16. Januar 2017 bei Zürich) war eine Schweizer Schriftstellerin und Sekretärin.

## Leben und Schreiben
Margrit Baur ist in Adliswil geboren und aufgewachsen. Nach dem Lehrerseminar besuchte sie eine Schauspielschule in Wien, wo sie nach der Ausbildung auch einige Jahre an Kleintheatern auftrat. Zurück in der Schweiz, übte sie verschiedene «Brotberufe» aus, um sich daneben frei dem Schreiben widmen zu können. Dieses Nebeneinander von Berufsleben und «eigentlichem» Leben brachte sie vor allem in Überleben (1981) und Ausfallzeit (1983) zur Sprache. Margrit Baur lebte bis 2017 in Gattikon bei Zürich.
Ihr Archiv befindet sich seit 2017 im Schweizerischen Literaturarchiv in Bern.

## Auszeichnungen
- 1971 Anerkennungsgabe der Stadt Zürich
- 1981 Einzelwerkpreis der Schweizerischen Schillerstiftung
- 1981 Ehrengabe der Stadt Zürich
- 1983 Ehrengabe des Kantons Zürich
- 1984 Buchpreis des Kantons Bern
- 1993 Schillerpreis der Zürcher Kantonalbank

## Werke

### Buchausgaben
- Von Strassen, Plätzen und ferneren Umständen / Die einfachen Sätze und was sonst noch zu sagen ist / Eine fort- und fortlaufende Geschichte. 3 Romane. Benziger, Einsiedeln 1971.
- Zum Beispiel irgendwie. Edition ProThese, Basel 1977.
- Überleben. Eine unsystematische Ermittlung gegen die Not aller Tage. Suhrkamp, Frankfurt am Main 1981.
- Ausfallzeit. Eine Erzählung. Suhrkamp, Frankfurt am Main 1983.
- Geschichtenflucht. Roman. Suhrkamp, Frankfurt am Main 1988.
- Alle Herrlichkeit. Roman. Suhrkamp, Frankfurt am Main 1993, ISBN 3-518-40508-X.